# Zhao Meiling
Zhao Meiling (nascida em 16 de março de 1987) é uma jogadora de vólei paraolímpico chinesa e membro da selecção nacional feminina de vólei. Com a selecção nacional ganhou a medalha de prata nos Jogos Paraolímpicos de Verão de 2016 e nos Jogos Paraolímpicos de Verão de 2020.